# Desa Karangnongko (administrativ by i Indonesien, Jawa Tengah, lat -6,74, long 110,82)
Desa Karangnongko är en administrativ by i Indonesien.   Den ligger i provinsen Jawa Tengah, i den västra delen av landet, 400 km öster om huvudstaden Jakarta.